# Saint-Pierre-de-Chérennes
Saint-Pierre-de-Chérennes é uma comuna francesa na região administrativa de Auvérnia-Ródano-Alpes, no departamento de Isère. Estende-se por uma área de 12,03 km². Em 2010 a comuna tinha 474 habitantes (densidade: 39,4 hab./km²).